# Marilyn Harris
Marilyn Harris (California, 17 luglio 1924 – Los Angeles, 1º dicembre 1999) è stata un'attrice statunitense, attiva come attrice bambina negli anni trenta e quaranta.

## Biografia
Harris viene ricordata soprattutto per il ruolo della piccola Maria, la bambina che fa amicizia con il mostro di Frankenstein trovandone così la morte nel film classico dell'orrore Frankenstein (1931). Questa comunque non è stata la sua unica apparizione cinematografica come attrice bambina.
La piccola Harris era stata abbandonata alla nascita in un orfanotrofio in California. La famiglia adottiva la aveva spinta alla carriera cinematografica con la speranza di un qualche profitto. Nonostante l'impressione lasciata dalla sua partecipazione al film Frankenstein la sua carriera non andò oltre una lunga serie di apparizioni in piccole parti (quasi sempre non accreditate) in numerosi altri film negli anni trenta e quaranta.
A 19 anni Harris si sposò e pose fine alla sua carriera attoriale.
Nel 1983, 52 anni dopo il film, l'attrice di Frankenstein Mae Clarke, che allora risiedeva al Motion Picture & Television Country House and Hospital, fece un pubblico appello alla televisione durante un'intervista con Tom Hatton per localizzare Marilyn Harris. L'attrice tornò così all'attenzione del pubblico. Quando morì nel 1999 era l'ultimo membro superstite del cast di Frankenstein.

## Filmografia
- Il grande sentiero (The Big Trail), regia di Raoul Walsh e Louis R. Loeffler (1930) -- non accreditata
- Frankenstein, regia di James Whale (1931)
- Over the Hill, regia di Henry King (1931)
- Il re del Far West (Destry Rides Again), regia di Benjamin Stoloff (1932) -- non accreditata
- Ragazza selvaggia (Wild Girl), regia di Raoul Walsh (1932) -- non accreditata
- Ancora sei ore di vita (6 Hours to Live), regia di William Dieterle (1932)
- The Unexpected Father, regia di Thornton Freeland (1932) -- non accreditata
- Cuori in burrasca (Tugboat Annie), regia di Mervyn LeRoy (1933) -- non accreditata
- Potenza e gloria (The Power and the Glory), regia di William K. Howard (1933)
- A Wicked Woman, regia di Charles Brabin (1934)
- La moglie di Frankenstein (The Bride of Frankenstein), regia di James Whale (1935) -- non accreditata
- Primavera (Maytime), regia di Robert Z. Leonard (1937) -- non accreditata
- The Road Back, regia di James Whale (1937)
- Henry Aldrich Gets Glamour, regia di Hugh Bennett (1943) -- non accreditata
- Young Ideas, regia di Jules Dassin (1943)
- Tutto esaurito (Standing Room Only), regia di Sidney Lanfield (1944) -- non accreditata
- Henry Aldrich's Little Secret, regia di Hugh Bennett (1944) -- non accreditata

## Doppiatrici italiane
- Lydia Simoneschi in Frankestein, Over the Hill